# سعود أبو حيدر
سعود أبوحيدر لاعب نادي النصر
هو سعود مساعد فهد العفتان مواليد 1361هـ, في الرياض عاصمة المملكة العربية السعودية, مدافع سابق في نادي النصر, كما مثل المنتخب السعودي.
وهو من جيل الحركة التأسيسية لنادي النصر, وبدأ اللعب في النصف الثاني من عقد السبعينيات الهجرية وبعد تصنيف النصر لعب في الدرجة الثانية (الدرجة الأولى حالياً) لمدة ثلاثة مواسم وانحصرت شارة القيادة الصفراء بينه وبين ناصر كرداش وميزر أمان حتى صعود الفريق لدوري الكبار عام 1383هـ
وكان (أبو حيدر) من الأسماء التي كان لها دور فاعل في قيادة النصر لدوري الكبار عقب فوزه في المباراة النهائية على فريق شباب مكة (1/صفر) سجله ميزر أمان ودرب الفريق النصراوي في هذه المباراة المدرب السوداني (أحمد الجوكر).
تُوفي يوم السبت الموافق 16 ديسمبر 2017 في مدينة الرياض

## مسيرته الكروية
وبدأت نجومية (سعود أبو حيدر) كمدافع صلب في النصف الثاني من الثمانينيات وشكل مع عثمان بخيت وعبد الله بن صليح وناصر الجوهر رباعي لخط ظهر صلب.
تميز أفراده بالصلابة والبنية القوية وقبل هذا الرباعي لعب مع (أبو حيدر) محمد الباحوث ونجم دفاع الهلال السابق محمد عمر (الكوش) الذي انتقل لصفوف النصر بعد أن كان عنصراً أساسياً في نهائي كأس الملك الأول الذي أحرزه الهلال عام 1381هـ على حساب الوحدة.
وقاد (أبو حيدر) الفارس الأصفر إلى منصات التتويج على مستوى المنطقة ثم على نطاق المملكة وكان أولها بلوغه نهائي كأس جلالة الملك المفدى عام 1387هـ أمام عميد الأندية السعودية (الاتحاد) الذي اشترك مع النصر في تقديم واحدة من أقوى نهائيات كأس الملك وأكثرها إثارة وندية بأهدافها الثمانية الشهيرة خمسة منها رجحت كفة الاتحاد في الفوز بالكأس الغالي ويومها كان (أبو حيدر) نجماً متميزاً في أدائه أمام عمالقة الهجوم الاتحادي في عقد الثمانينيات أمثال سعيد الغراب والنور موسى.
وفي مطلع التسعينيات تذوق (سعود) حلاوة الذهب بعدما نجح النصر في تحقيق أول بطولة له على مستوى المملكة أمام الوحدة بنهائي كأس سمو ولي العهد لعام 1392هـ وفي آخر موسم لـ (أبو حيدر) في الملاعب (1393/1394ه) جمع النصر الكأسين بعد انتصارين تاريخيين على بطل الكؤوس (الأهلي) قرر (سعود) على اثرها اعتزال الكرة وتوديع الملاعب بعد سجل حافل بالنجاح.
ومن الإنجازات الشخصية التي يفخر بها النجم النصراوي السابق (سعود أبو حيدر) جائزة اللاعب المثالي على مستوى المنطقة الوسطى التي تسملها من يد الأمير فيصل بن فهد في موسم 1392هـ وذلك تقديراً لمستواه الفني والخلقي.
كما يعتز (سعود) بأنه واحد من اللاعبين القلائل في صفوف النصر الذين عاصروا أهم جيلين في تاريخ نادي النصر.. جيل اللاعبين المؤسسين.. وجيل الفريق الذهبي مطلع التسعينيات أمثال أحمد الدنيني - محمد سعد العبدلي - سعد الجوهر - ناصر الجوهر - عيد الصغير - عبد الله بن صليح وغيرهم.

## إسهاماته مع النصر
- الفوز بدوري الدرجة الثانية عام 1383هـ.
- الفوز بالدوري العام ثمانية مرات أعوام 86 و 87 و 88 و 89 و 90 و 91 و 92 و 93هـ.
- تحقيق لقب دوري الشرقية عام 1392هـ.
- تحقيق كأس شهداء فلسطين عام 1389هـ.
- تحقيق كأس ولي العهد عام 1393هـ.

## وصلات خارجية ومصادر
- حوار صحفي معه